# Vitesse maximale autorisée par type de véhicule en France
Pour un article plus général, voir Vitesse maximale autorisée sur route en France.

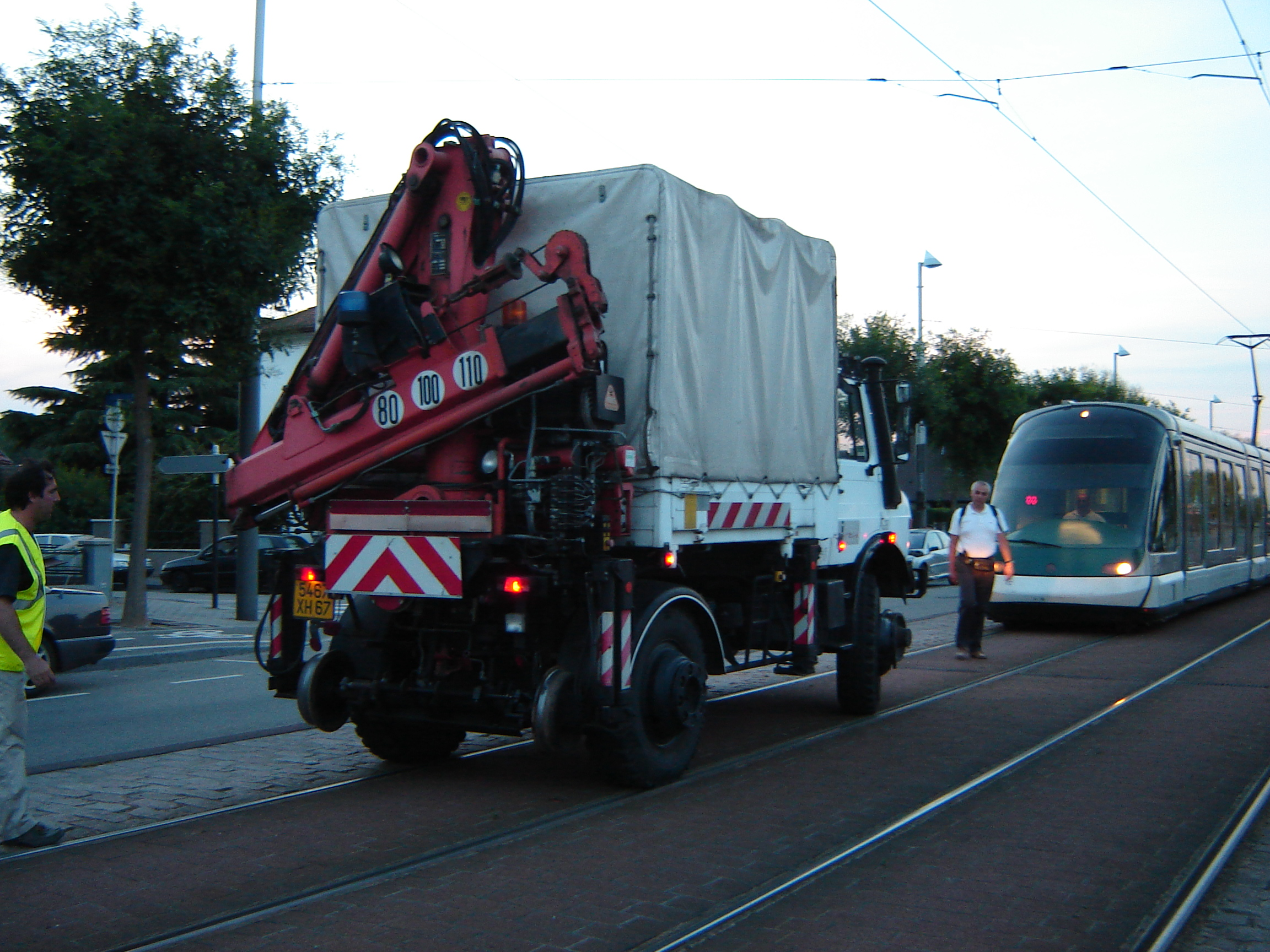
Un camion portant à l'arrière du véhicule les autocollants blancs et ronds de limitation de vitesse 110 (autoroutes), 100 (routes prioritaires) et 80 (routes non prioritaires).

Les vitesses maximales autorisées par type de véhicule en France varient selon la nature du véhicule ou de celle de la marchandise transportée.
Des dispositions plus rigoureuses que celles citées ci-dessous peuvent être prises par « l'autorité investie du pouvoir de police » (les présidents des conseils généraux sur routes départementales ou les maires à l'intérieur des agglomérations) (article R.413-1 du Code de la Route).

« Les véhicules ou ensembles de véhicules doivent porter, suivant les cas, un ou plusieurs disques correspondant aux vitesses indiquées pour chaque catégorie »

— Arrêté complétant le code de la route

## Les véhicules courants
Les limitations de vitesse à respecter en fonction des conditions de circulation et selon la nature des routes sont données dans le tableau suivant.
| Localisation       | Conditions particulières                                                                                   | Autoroutes                                                                            | Routes à deux chaussées séparées par un terre-plein central | Autres routes    |
| ------------------ | --- | ------------------------------------------------------------------------------------- | ----------------------------------------------------------- | ---------------- |
| Hors agglomération | Sans pluie ou précipitations                                                                               | 130 km/h                                                                              | 110 km/h                                                    | 80 km/h          |
| Hors agglomération | Avec pluie ou autres précipitations Conducteur en permis probatoire                                        | 110 km/h sur les sections où Vmax=130 km/h 100 km/h sur les sections où Vmax≤110 km/h | 100 km/h                                                    | 80 km/h          |
| Hors agglomération | Visibilité inférieure à 50 mètres                                                                          | 50 km/h                                                                               | 50 km/h                                                     | 50 km/h          |
| Hors agglomération | véhicule avec remorque ( V+R> 3,5T){y compris voiture avec remorque}                                       | 110 km/h (art. R.413-8-1) 90 km/h                                                     | 90 km/h                                                     | 80 km/h          |
| En agglomération   | Cas général                                                                                                | 90 km/h (autoroutes urbaines)                                                         | 50 km/h                                                     | 50 km/h          |
| En agglomération   | Accès des riverains et traversées des piétons en nombre limité et protégés par des dispositifs appropriés. |                                                                                       | 70 km/h possible                                            | 70 km/h possible |
| En agglomération   | Boulevard périphérique de Paris                                                                            |                                                                                       | 70 km/h (80 avant le 10 janvier 2014)                       |                  |

Ces prescriptions ne sont pas applicables aux conducteurs de véhicules des services de police, de gendarmerie, des douanes, de lutte contre l'incendie, aux conducteurs des véhicules d'intervention des unités mobiles hospitalières, ainsi qu'à ceux des ambulances et autres véhicules équipés des dispositifs spécifiques lorsqu'ils circulent à l'occasion d'interventions urgentes et nécessaires (article R. 413-6 du Code de la Route).

## Les transports de marchandises
La vitesse de transport de marchandises autres que matières dangereuses est précisée à l'article R413-8 du code de la route.
Sur les autoroutes, la limitation de vitesse est de 90 km/h pour tous les véhicules de transport de marchandises dont le poids total est supérieur à 3,5 tonnes. Depuis le 1er janvier 2007, deux directives communautaires, transposées en droit français par décret du 25 février 2005, ont en effet étendu aux véhicules de transport de marchandise d’un poids total autorisé en charge (PTAC) de plus de 3,5 tonnes et jusqu’à 12 tonnes et aux véhicules de transport en commun d’un PTAC jusqu’à 10 tonnes, mis en circulation pour la première fois depuis le 1er octobre 2001, l’obligation de s’équiper d’un limiteur de vitesse réglé à 90 km/h pour les premiers et à 100 km/h pour les seconds. 
En synthèse, les limitations de vitesse pour les véhicules de transport de marchandises autres que matières dangereuses sont les suivantes :
| Véhicules | Autoroutes | Routes à grande circulation, sens unique | Autres routes | Agglomération | Disques placés sur les véhicules |
| --- | ---------- | ---------------------------------------- | ------------- | ------------- | -------------------------------- |
| Véhicules de transport en commun dont le PTAC ou ensemble de véhicules dont le PTRA est inférieur ou égal à 3,5 T | 100 km/h   | 90 km/h                                  | 80 km/h       | 50 km/h       | 90 / 80                          |
| Ensembles PTRA sup. à 3,5 T et inférieur ou égal à 12 T (3) dont véhicules tracteurs visés au 3.3 (3)             | 90 km/h    | 80 km/h ou 90 km/h sur 2x2 avec TPC      | 80 km/h       | 50 km/h       | 90 / 80                          |
| Véhicules articulés ou avec remorques dont le poids total est supérieur à 12 T                                    | 90 km/h    | 80 km/h                                  | 60 km/h       | 50 km/h       | 90 / 80 / 60                     |
| Ensembles avec PTRA de plus de 12 T (3) dont véhicule tracteur visé au 3.3 (3)                                    | 90 km/h    | 80 km/h                                  | 80 km/h       | 50 km/h       | 90 / 80                          |

## Les véhicules transportant des matières dangereuses
Les limitations de vitesse pour les véhicules de transport de matières dangereuses (art. R.413-9 CR) sont les suivantes :
| Véhicules | Autoroutes | Routes à grande circulation, sens unique | Autres routes | Agglomération | Disques placés sur les véhicules |
| --- | ---------- | ---------------------------------------- | ------------- | ------------- | -------------------------------- |
| Véhicules et remorque P.T. (Défini par PTAC ou PTRA visé à l'art. R.312-4) sup. 12 T avec caract. Tech. art. R.413-9 | 80 km/h    | 70 km/h                                  | 60 km/h       | 50 km/h       | 80 / 70 / 60                     |
| Véhicules et ensembles P.T. sup. 12 T autres que ci-dessus                                                           | 80 km/h    | 60 km/h                                  | 60 km/h       | 50 km/h       | 80 / 60                          |
| Véhicules PTAC sup. 3,5 T et inf. ou égal à 12 T                                                                     | 90 km/h    | 80 km/h                                  | 80 km/h       | 50 km/h       | 90 / 80                          |
| Ensembles PTRA sup. 3,5 T et inf. ou égal à 12 T dont tracteur visé au 2-3 ci-dessus                                 | 90 km/h    | 80 km/h                                  | 60 km/h       | 50 km/h       | 90 / 80                          |

## Les véhicules de transport en commun de personnes
La vitesse maximale autorisée les véhicules de transport en commun de personnes est définie par l'article R413-10 du code de la route qui a été modifié en 2008.
Hors agglomération, la vitesse des véhicules de transport en commun est limitée à 90 km/h. 
Cette vitesse maximale peut toutefois être relevée à 100 km/h : 
- Sur les autoroutes pour les véhicules dont le poids total est supérieur à 10 tonnes et possédant l'ABS;
- Sur les autoroutes et les routes à chaussées séparées par un terre-plein central pour les véhicules dont le poids est inférieur ou égal à 10 tonnes.

En exploitation, ces vitesses maximales sont abaissées à 70 km/h pour les véhicules avec passagers debout. 
Les limitations de vitesse pour les véhicules de transport en commun de personnes sont les suivantes (art. R.413-10 – R.413-8-1):
| Véhicules                                                 | Autoroutes | Routes à grande circulation, sens unique | Autres routes | Agglomération | Disques placés sur les véhicules |
| --------------------------------------------------------- | ---------- | ---------------------------------------- | ------------- | ------------- | -------------------------------- |
| PTAC sup. 10 T avec caract. Tech. art. R.413-10           | 100 km/h   | 90 km/h                                  | 90 km/h       | 50 km/h       | 100 / 90                         |
| Autocar PTAC sup. 10 T autres qu'autobus et 1-1 ci-dessus | 100 km/h   | 90 km/h                                  | 90 km/h       | 50 km/h       | 90                               |
| PTAC inf. ou égal à 10 T                                  | 100 km/h   | 90 km/h                                  | 90 km/h       | 50 km/h       | 100 / 90                         |
| avec passagers debout                                     | Interdit   | 70 km/h                                  | 70 km/h       | 50 km/h       | 70                               |

## Les véhicules et matériels agricoles
L'article R311-1 du Code de la Route,, est spécifique aux véhicules ou matériels normalement destinés à l'exploitation agricole. Il distingue :
- Les tracteurs agricoles : Ce sont des véhicules à moteur, à roues ou à chenilles, ayant au moins deux essieux. Leur vitesse maximale est par construction comprise entre 6 et 40 km/h en palier.
- Les machines agricoles automotrices : Ce sont des appareils pouvant évoluer par leurs  propres moyens, normalement destiné à l'exploitation agricole et dont la vitesse de marche par construction ne peut excéder 25 km/h en palier ; cette vitesse est portée à 40 km/h pour les appareils dont la largeur est inférieure ou égale à 2,55 mètres et dont les limites de cylindrée ou de puissance sont supérieures à celles relatives aux quadricycles légers à moteur.

Les conditions de circulation des véhicules et appareils agricoles remorqués sont précisées à l'article R.413-12-1 du Code de la route. Elles sont les suivantes :
| Véhicules                                 | Autoroutes | Routes à grande circulation, sens unique | Autres routes | Agglomération | Disques placés sur les véhicules |
| ----------------------------------------- | ---------- | ---------------------------------------- | ------------- | ------------- | -------------------------------- |
| Machines agricoles automotrices           |            |                                          | 25 / 40 km/h  | 25 / 40 km/h  | 25 / 40                          |
| Véhicules et appareil agricoles remorqués | 90 km/h    | 80 km/h                                  | 25 / 40 km/h  | 25 / 40 km/h  | 25 / 40                          |

## Les engins de service hivernal
Un engin de service hivernal est un véhicule à moteur de transport de marchandises, d'un poids total autorisé en charge supérieur à 3,5 tonnes ou tracteur agricole appartenant aux collectivités gestionnaires des voies publiques ou aux personnes agissant pour leur compte, lorsqu'ils sont équipés d'outils spécifiques destinés à lutter contre le verglas ou la neige sur les voies ouvertes à la circulation publique.
La vitesse de ces engins excédant les limites de dimension et/ou de poids du code de la route
est limitée à 50 km/h pour les véhicules, 30 km/h pour les tracteurs agricoles et 25 km/h
lorsqu’il s’agit d’une saleuse tractée à essieu rigide.
Une indication de cette limitation de vitesse doit être apposée à l’arrière de l’engin.

## Les convois exceptionnels
On distingue trois catégories de convois exceptionnels :
- première catégorie :
  - largeur inférieure à 3 m et longueur inférieure à 20 m et poids inférieur à 45 T (limite portée à 48 T en mai 2003) ;
  - l'une au moins des dimensions étant supérieure aux limites fixées par le code de la route (articles 312.4 à 312.14[20]).
- deuxième catégorie :
  - largeur comprise en 3 et 4 m ou longueur comprise entre 20 et 25 m ou poids compris entre 45 et 70 T (limites portées entre 48 et 72 T en mai 2003).
- troisième catégorie :
  - largeur comprise entre 4 m et 4,50 m et longueur n'excédant pas 25 m (1 voiture-pilote) ;
  - largeur comprise entre 4 m et 4,50 m et longueur comprise entre 25 m et 40 m (2 voitures-pilote) ;
  - largeur supérieure à 4,50 m et/ou longueur supérieure à 40 m (2 voitures-pilotes + escortes, depuis juillet 2010, les forces de l'ordre n'escortent plus les convois exceptionnels).

Les limitations de vitesse selon la catégorie sont les suivantes :
| Catégorie | Autoroutes | Routes à caractère prioritaire | Autres routes | Agglomération |
| --------- | ---------- | ------------------------------ | ------------- | ------------- |
| Première  | 80 km/h    | 70 km/h                        | 60 km/h       | 50 km/h       |
| Deuxième  | 70 km/h    | 60 km/h                        | 60 km/h       | 40 km/h       |
| Troisième | 70 km/h    | 50 km/h                        | 50 km/h       | 30 km/h       |

## Les voitures sans permis
Les quadricycles légers, ou voitures sans permis, sont des véhicules dont la masse à vide est limitée par la réglementation à 350 kg, équipés d’un moteur de 4 kW (5,6 chevaux) et dont la vitesse est inférieure à 45 km/h. Ils sont assimilés à des cyclomoteurs et peuvent être conduits sans permis. Ils doivent respecter les limitations de vitesse prescrites sur les routes tout en ne dépassant pas les 45 km/h.

## Les cyclomoteurs, motocycles, tricycles et quadricycles
Les véhicules suivant doivent avoir leur vitesse maximale limitée par construction en application d'une directive européenne :
- cyclomoteurs : les véhicules à deux ou trois roues équipés d'un moteur d'une cylindrée ne dépassant pas 50 cm3 sont limités à 45 km/h ;
- vélomoteurs : les véhicules à deux ou trois roues équipés d'un moteur d'une cylindrée ne dépassant pas 125 cm3 peuvent être limités à 45 km/h ;
- motocycles : les véhicules à deux roues avec ou sans side-car équipés d'un moteur d'une cylindrée supérieure à 125 cm3 peuvent être limités à 45 km/h ;
- tricycles : les véhicules à trois roues symétriques équipés d'un moteur d'une cylindrée supérieure à 50 cm3 peuvent être limités à 45 km/h ;
- quadricycles : les véhicules à quatre roues équipés d'un moteur d'une cylindrée inférieure ou égale à 50 cm3, ayant une vitesse maximale de 45 km/h et dont la masse à vide est inférieure à 350 kg sont considérés comme des cyclomoteurs ;
- les autres quadricycles sont classés dans la catégorie des tricycles.

## Les fauteuils roulants
Les fauteuils roulants ont une réglementation spécifique suivant leur vitesse à plus ou moins 6 km/h.
- Fauteuils roulants à moins de 6 km/h

Si la vitesse par construction du fauteuil est au plus celle du pas, c'est-à-dire égale ou inférieure à 6 km/h, l'utilisateur est assimilé à un piéton (art. R412-34, II, 3° du code de la route qui concerne le fauteuil roulant manuel et le fauteuil roulant motorisé dont la vitesse ne peut par construction dépasser l'allure du pas). Le fauteuil roulant utilisé dans ces conditions n'est pas un véhicule mais est considéré comme un équipement spécifique permettant à une personne handicapée de retrouver la mobilité d'un piéton. Il circule, par conséquent, aux endroits réservés aux piétons et peut dans tous les cas circuler sur la chaussée (art. R412-35, dernier alinéa). Quand il circule sur la chaussée, il ne peut que lui être recommandé de circuler avec prudence et d'utiliser tout équipement de nature à améliorer sa sécurité notamment sa visibilité, tel par exemple un dispositif rétroréfléchissant.
- Fauteuils roulants à plus de 6 km/h

Si la vitesse par construction du fauteuil est supérieure à celle du pas, c'est-à-dire supérieure à 6 km/h, il n'existe pas de réglementation spécifique au fauteuil en matière de réception. Le fauteuil est assimilable à un véhicule appartenant à une catégorie de véhicule connue : cyclomoteur à 3 roues, quadricycle léger et lourd à moteur, tricycle à moteur (article R. 311-1 du code de la route). Ce véhicule doit donc respecter les contraintes réglementaires en termes de dispositif de freinage, d'éclairage et de signalisation, etc. Son conducteur n'est pas tenu d'être titulaire du BSR compte tenu du statut de personne handicapée. Par contre l’article R 412-35 du Code de la Route et son alinéa 3 dispose que : « Les infirmes qui se déplacent dans une chaise roulante peuvent dans tous les cas circuler sur la chaussée » . Sa circulation est régie par les règles communes du code de la route. Il doit circuler sur la chaussée et son conducteur respecter les mêmes obligations que celles des automobilistes.
Le code de la route ne définit pas l'allure du pas. Sous réserve de l'appréciation souveraine des tribunaux, la DSCR (Direction de la Sécurité et de la Circulation routière) considère que la vitesse du pas est une vitesse inférieure ou égale à 6 km/h. En ce sens, la réglementation actuelle, l'arrêté du 2 mai 2003 relatif à la réglementation technique des véhicules à moteur… paru au JO du 31 mai 2003 (transposant en droit français la directive communautaire 2002/24/CE) exclut de la réception les engins qui ne dépassent pas 6 km/h.
Pour les fauteuils qui possèdent deux motorisations : 6 km/h et 10 km/h, il est conseillé à leur utilisateur de circuler à l'allure du pas, c'est-à-dire de choisir la motorisation du fauteuil qui est prévue pour une circulation intérieure.

## Les rollers
En l'absence de statut spécifique, l'assimilation des patineurs à des piétons est une application difficilement évitable de l'article R. 412-34 du Code de la Route (ex-R. 217) qui considère comme piétons, toutes les personnes conduisant un « véhicule de petite dimension sans moteur ». Ils ne doivent donc pas circuler sur chaussée.
Sur trottoir, leur vitesse ne doit pas excéder celle du pas.
Le catch ou le fait pour un patineur de s'accrocher à un véhicule en mouvement est condamnable (Code de la Route : l'article R. 431-8).